# Alginit

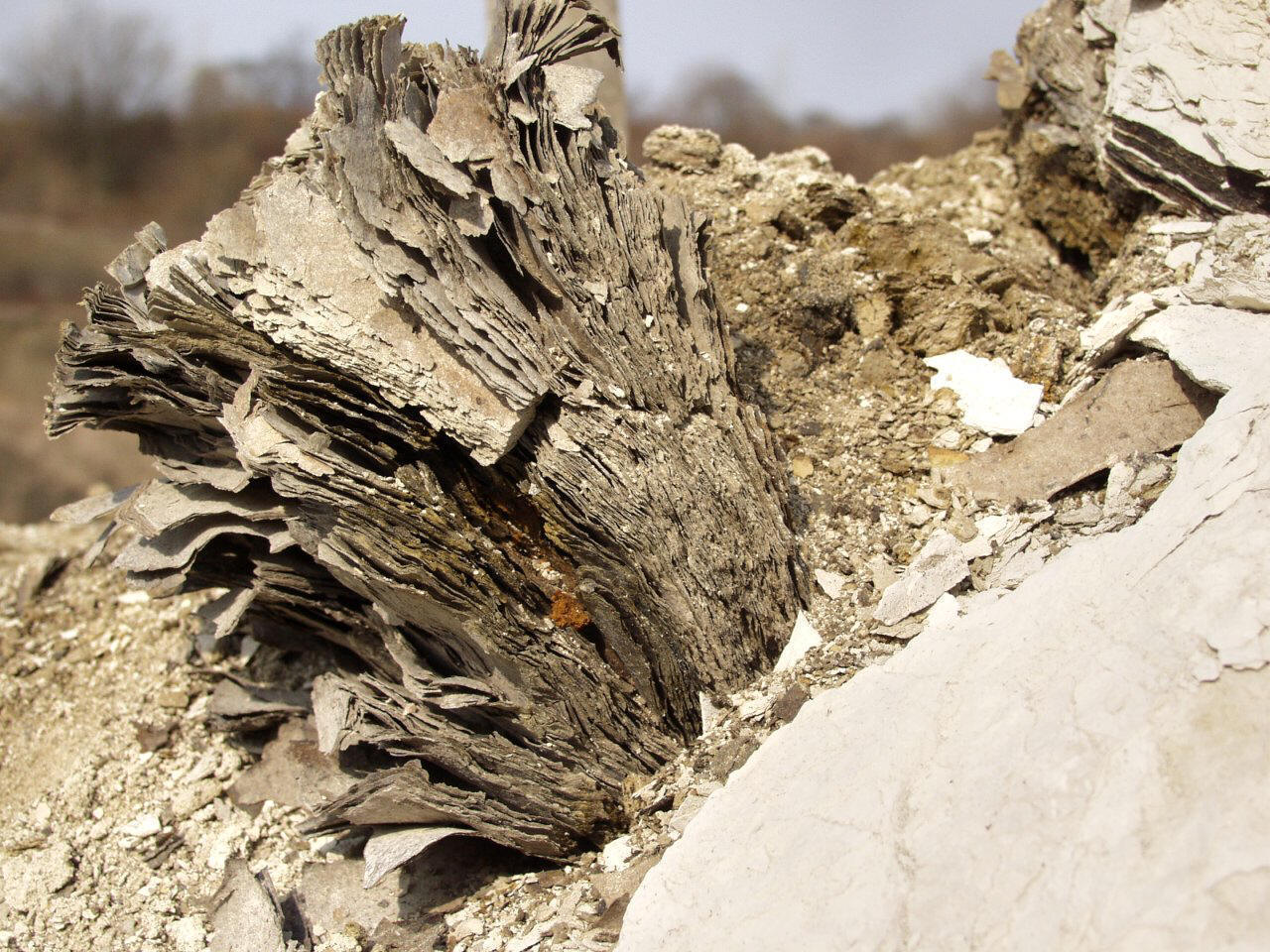
Leveles alginit Puláról.

Az alginit fosszilis biomasszából és elmállott bazalttufából valamint mészből álló magas szervesanyag-tartalmú kőzetféleség, amely 3-5 millió évvel ezelőtt keletkezett egykori vulkáni krátereket kitöltő tavakban és zárt tengeri lagúnákban. Magas szervesanyag-tartalma miatt az olajpala egyik típusának tekintik.

## Az alginit keletkezése
Az alginit egy alga biomasszából és agyaggá elmállott vulkáni porból, tufából álló üledékes kőzet. A Kárpát-medence tórendszerében a pliocén korban mintegy 3-5 millió évvel a jelenkor előtt, heves vulkanikus működések, lávakitörések következtek be. Ez a vulkanikus működés hozta létre a jól ismert bazalthegyeket, de jellegzetes, különleges tufagyűrűk is kialakultak.
A vulkáni tevékenység megszűnése után ezeknek a tufagyűrűknek a belsejét víz töltötte ki és így krátertavak (úgynevezett:maar-ok) alakultak ki. A krátertavak vizének hőmérsékletét a feltörő hévvízforrások melegítették fel és a mélyből oldott mikroelemekben, ásványi sókban gazdag forró oldatokkal tápanyagban gazdaggá tették. A vulkáni tufák üveganyagának bomlásából származó szervetlen ásványi kolloidokban levő elemek tovább dúsították a krátertavak anyagát. Az egyes növényi és alsóbbrendű állati élőlények számára a jól elzárt, nyugodt vizű krátertavakban az algák (elsősorban a Botriococcus braunii nevű zöldalga) és más lebegve élő vagy úszó állati és növényi szervezetek nagymértékben elszaporodtak. A tömegesen elszaporodott növényi és állati szervezetek elhalva és keveredve a sűrű parti növényzetről behordott, bemosódott virágporok, levelek maradványaival, majd leülepedve a krátertó aljára, ott oxigénhiányos környezetben tufamálladékkal és más planktonszervezetek elhalt maradványaival együtt szapropel (rothadó) iszapként halmozódtak fel. A krátertó feltöltődési szakaszaiban a meleg iszapot nagy tömegben keresték fel nagy testű állatok (rinocérosz, őstulok) dagonyázásra. Elpusztulva, tetemük elbomlásából az iszap foszforban igen gazdaggá vált. Ez a biomassza leülepedve, tömörödve évmilliók során speciális fizikai-kémiai változásokon, átalakulásokon ment keresztül és érte el a jelenlegi állapotot, amely az alginit nevű kőzet. Az elnevezés utal az alga eredetre.
Alginit képződés nyomait megtalálták sekély tengerek lefűződő partközeli lagúnákban is a krátertavakban lezajlott folyamatokhoz hasonlóan. Ezen képződésnél is a bemosódó vulkáni tufa málladék segítette elő a zöld algák nagymérvű elszaporodását.
Egy méter vastag alginit képződés hozzávetőlegesen 15-20 ezer év alatt történt.

## Az alginit felfedezése
A Magyar Állami Földtani Intézet geológusai 1973-ban fedezték fel az ország első
alginittelepét. A Balaton-felvidéken végzett földtani térképezési program keretében a Solti Gábor által végzett kutatási területen Pula és Öcs község határában egy egykori vulkáni kráterben addig Magyarországon nem ismert, algák maradványaiból álló különleges kőzetet fedeztek fel. A felfedezett addig ismeretlen kőzetből hevítésre olajat lehetett kivonni és 1,5% és 27% közötti szerves anyagot tartalmazott. A felfedezést követő, tudományosan megalapozott földtani kutatások még további három helyen, Gércén, Egyházaskeszőn és Várkeszőn is újabb alginittelepek felfedezését eredményezték. A Magyarországon eddig felfedezett alginitvagyon a Magyar Geológiai Szolgálat (MGSZ) ásványvagyon nyilvántartása alapján 2005. január 1-jei állapot szerint az összes földtani készlet 120,04 millió tonna, míg a kitermelhető (ipari) vagyon 89,66 millió tonna.
A magyar kutatók közreműködésével Szlovákia területén Losonc mellett tártak fel alginit előfordulást.

## Fizikai és kémiai tulajdonságok
Az alginit földes, agyagos szerkezetű, esetenként kagylós törésű, legtöbbször levelesen elváló lapkákból álló kőzettömeg. Színe zöldesszürke, szürke néha okkersárgába hajló. Lemezes szerkezete a kiszáradáskor jobban érzékelhető, a lemezek között gyakran növényi lenyomatok, maradványok találhatók. Fontos fizikai tulajdonsága, hogy kilogrammonként 0,5-1,0 liter vizet képes megkötni. A kőzet 80-90%-ban agyag és kőzetliszt frakciókból áll, a durvább szemcseméretű üledék a partközeli részeken található. A kráterek (lagúnák) feltöltődésének utolsó szakaszában a szerves anyag tartalom csökkent, a bentonit tartalom megnőtt.
Az alginit az azonos előfordulásokból vett mintáinak kémiai összetétele nagy szóródást mutat. Az átlagos humusztartalom 30%, helyenként eléri a 45%-ot. A mésztartalom CaCO3 formájában átlagosan 33%, helyenként eléri a 40%-ot. A fosszilis biomasszából eddig 64 elemet mutattak ki. Ez rendkívül gazdag makro- és mikroelem-tartalmat jelent, melyek közül kiemelkedik:
- Nitrogén (N): 0,5%
- Foszfor (P2O5 formájában): 0,6%
- Kálium (K2O formájában): 0,9%
- Magnézium (Mg): 1,0%

Ásványi összetevőként montmorillonit, illit, dolomit, kalcit, aragonit, kvarc, gipsz, plagioklász, sziderit, magnezit, pirit, káliföldpát tartalom a jellemző.
A fentieken kívül vas (Fe), mangán (Mn), réz (Cu), cink (Zn), kobalt (Co), nikkel (Ni), lítium (Li), titán (Ti), króm (Cr), kadmium (Cd) a jelentősebb a mikroelemek közül.
A humuszanyagok különleges tulajdonságainak egyike a biokémiai, növényi növekedést serkentő hatás. Az alginit alkalmazása során a huminsavak egyrészt enzimszerű, másrészt hormonszerű serkentő hatást, illetve a gyökerek vízfelvevő képességének szabályozásán keresztül közvetett serkentő hatást fejtenek ki a növényzetre.

## Előfordulások Magyarországon
A magyarországi előfordulás felfedezéséig az alginitről a geológusok nem rendelkeztek ismeretekkel. Az előfordulásokat elsősorban mezőgazdasági hasznosítás szempontjából vizsgálták, energetikai célú kutatás nem történt. A hazai lelőhelyek a kutatások időrendjében a következők:

### Pula

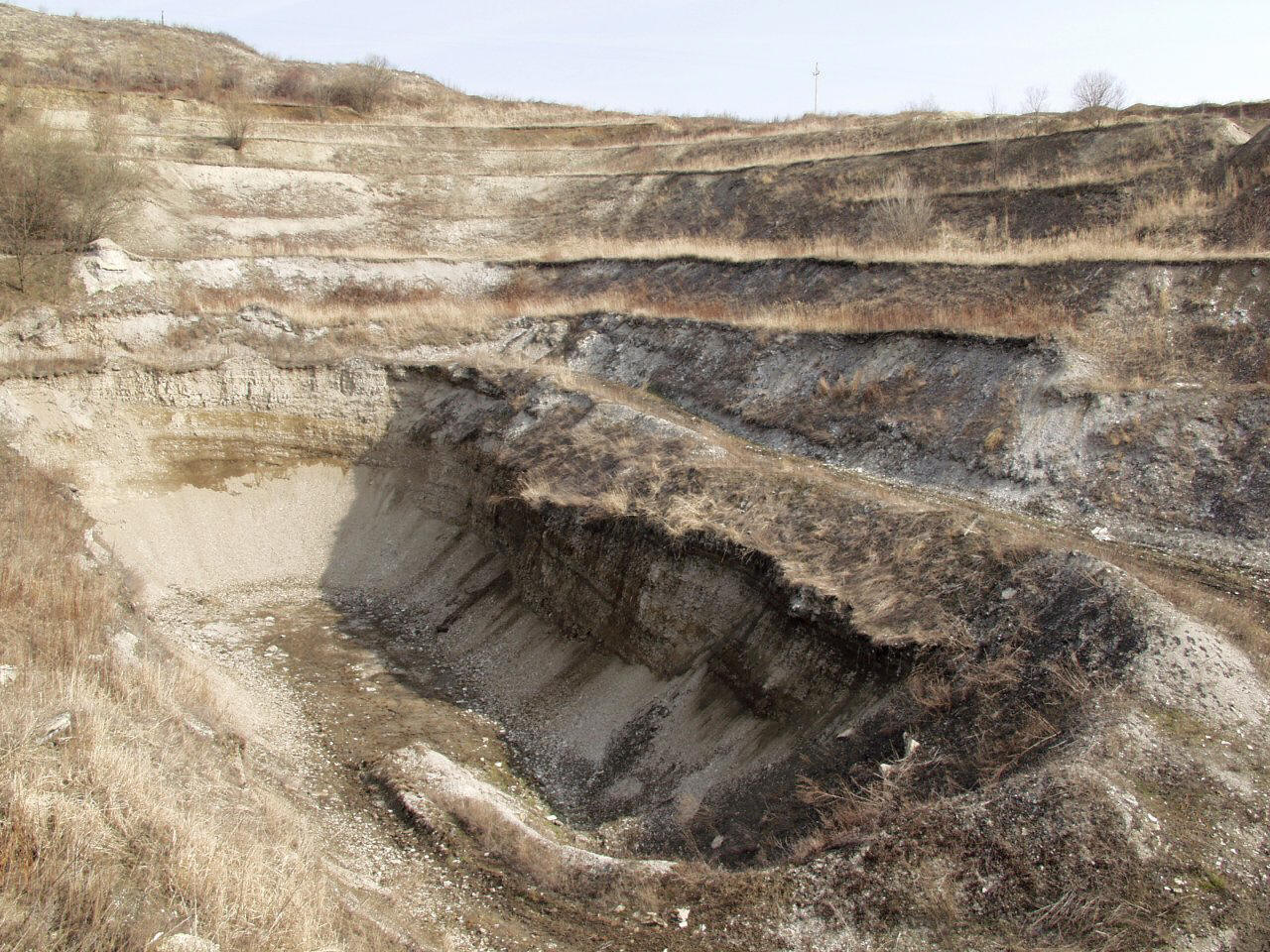
Alginitbánya Pulán.

A Nagyvázsonyt Ajkával összekötő út Pula és Öcs közötti szakaszától délnyugati irányban fedezték fel a tufagyűrűvel körbezárt telepet. Ennek területe 0,445 km². Az alginitet 2-3 méter fedőréteg takarja. A telep a nyugalmi karsztvíz szintje fölött van, így a bányászat nem vízveszélyes, legnagyobb vastagsága 8-10 méter, alatta bazalt helyezkedik el. A területet tulajdonságait 39 db fúrással és egy kutatóaknával pontosították.. 1985-ben az ásványvagyont talajjavító ásványi nyersanyaggá minősítették és a tulajdonos a telep nyugati szélén külfejtéses bányát nyitott, ahonnan az igényekhez igazodva termelnek és forgalmaznak alginitet kétfajta minőségben Vázsonyi Alginit néven. A bányászat során egy őskori „orrszarvú bébi” maradványait találták meg.

### Gérce
Gérce község északi szélénél találták meg a legnagyobb tufagyűrűt, melynek területe: 2,1 km². A 4-15 méter között változó vastagságú pleisztocén korú homok és kavicsréteg alatt 100 méter mélységig lenyúló az alginittel kitöltött vulkáni kráter.A kráter területét 33 db kutatófúrással pontosították. Az alginit alatt bazalttufa és bazalt van. Bányászati szempontból a pulainál kedvezőtlenebb adottságú, mert a termék jelentős része a nyugalmi vízszint alatt van. Az alginit minőségi jellemzői a mélység függvényében jelentősen változnak. A bányászatot 1986-ban a terület keleti oldalán kezdték meg és befektetési nehézségek miatt csak időszakosan termelnek.

### Várkesző
Várkesző és Egyházaskesző között 0,3 km² területen a 75 méter legnagyobb mélységű kráterben az alginit fölött 40 méter vastagságú bentonit réteg helyezkedik el, a bentonit fölött kavics és homok található. Bányászati szempontból a hidrológiai adottságok (magas talajvízszint) és a vastag fedő bentonit miatt kedvezőtlen a telep elhelyezkedése. A kráter területének jellemzőit 66 db kutatófúrással tárták fel. A fedő bentonit is haszonanyagnak tekinthető, mert mélyfúrási, mélyépítési célokra és derítőföld gyártására alkalmas, Bányászatát még nem tervezik. Az itt található mennyiség nem szerepel a készletszámításokban.

### Egyházaskesző
Egyházaskesző községtől délnyugati irányban mélyfúrás útján fedezték fel a maar jellegű bazalttufa krátert, melyet bazaltbentonit és alginit tölt ki. Ennek területe 0,63 km². A felszíntől számított 0.4-1,0 méter mélységben helyezkedik el a bentonit, melynek vastagsága átlagosan 36 méter, ez alatt 4 méter átlagos vastagságú az alginit telep, amely alatt szintén bentonit található, Ez a terület van legkevésbé megkutatva, 8 db 90 méterig lehatoló mélyfúrással végezték a kutatást.
A nyersanyag minősége nagy hasonlóságot mutat az előző előfordulásokéval, az esetleges bányászat körülményei kedvezőtlenek. A feltárt kőzetvagyon nem szerepel a készletek nyilvántartásában.

## Felhasználása

### A növény és gyümölcstermesztésben
- Talajjavításban egyszeri adagolása már az első évben 20-30%-kal növeli a talaj termékenységét, korábbi érést, jobb minőséget eredményez. Agyagásványai által a műtrágya jobban hasznosul, csökkenti a talajból a foszfor, a nitrogén és a kálium talajvízbe, élővízbe történő bemosódását. Hatását 4-6 évig fejti ki. Mivel az alginit természetes anyag, korlátlan ideig eltartható, túladagolni nem lehet, nem okoz perzselést vagy káros hatást nagyobb dózisa sem.
- Kerti földként, keverék formájában. Más természetes anyaghoz (zeolit, perlit, tőzeg, bazalt) keverve, vegyszermentes, nagy hatásfokú földkeverék állítottak elő. Az alginit alkalmazásával a cserepes- és dísznövénytermesztésben, kertben, fóliasátorban, hajtatás során, termésmennyiség-, minőség növekedés érhető el.
- Starterként. Gyümölcsfáknál, erdei fafajoknál az ültetőgödörbe starterként alkalmazva biztosabb megeredést, 6-13% mennyiségi növekedést, 20%-kal gyorsabb fejlődést eredményez, és kisebb a kipusztulás mértéke.
- Szuszpenziós permetezéskor az őszi alginites lemosó permetezés növényvédő hatású, segíti a fák áttelelését, a tavaszi lemosó permetezéssel letisztítják a kártevőktől , erősítik a rügybontás előtt. A vegetáció alatt a permetezése hatására nő a fák, a szőlő levelében a magnézium, mangán, vas, réz, cink mennyisége, ízletesebbek a gyümölcsök, kalcium szintjük magasabb, eltarthatóságuk jobb.

### Állattenyésztésben
- Hígtrágyával komposztálva magas hatóanyag-tartalmú, nagy talajtani értékű termék állítható elő. Alkalmas a szerves trágyák kiegészítő kezelésére, azok helyett használható. Csökkenti a trágya lebomlási idejét, más tápanyagokkal kombinálható. Alomba keverve az feldúsul, értékesebb trágyát eredményez. Háziállatok almába, baromfi ketrecbe szórva az állatok fejlődése kedvezőbb.

### Környezetvédelemben
- Nagy adszorpciós képessége miatt hatásosan megköti az istállókban keletkezett szagokat, csökkenti a légtér kén-dioxid és ammónia koncentrációját.
- Alkalmas a műtrágyák kiváltására.
- Felhasználható toxikus és sugárzó anyagok megkötésére.

### Humán felhasználás
- Ízületi-, reumatikus- illetve sportbetegségek gyógyítására gyógyiszapként, iszappakolásként, a gyógyiszapokkal ellentétben könnyen kezelhető reumakenőcs készíthető.
- Visszér, pikkelysömör esetében, bőrregenerálásra, kondíciónövelés céljából sikerrel alkalmazták.
- Gyógyhatású üdítőitalok alapanyaga.

| Sorszám | Tartalom                      | Pulai alginit | Gércei alginit | Várkeszői alginit |
| ------- | ----------------------------- | ------------- | -------------- | ----------------- |
| 1.      | Minták száma                  | 69            | 247            | 6                 |
| 2.      | Humusztartalom (tömeg %)      | 25            | 10             | 3,3               |
| 3.      | Mésztartalom (CaCO3 tömeg %)  | 33            | 10             | 8,0               |
| 4.      | Kémhatás (pH)                 | 7,5 (H2O)     | 7,2 (KCl)      | 7,5 (Kcl)         |
| 5.      | Arany-féle kötöttség (AK)     | 130           | 77             | 75                |
| 6.      | Nitrogén összesen (ppm)1      | 4023          | 2600           | 1940              |
| 7.      | Nitrogén felvehető (ppm)      | 140           | 115            | nincs adat        |
| 8.      | Foszfor AL-oldható (P2O5 ppm) | 280           | 288            | 1050              |
| 9.      | Kálium AL-oldható (K2O ppm)   | 2010          | 502            | 910               |

- 1ppm= 10−4 tömeg %
- Forrás: Dr. Solti Gábor: Magyarország alginit és olajpala vagyonának mezőgazdasági hasznosítása